# Питер Блад
Капитан Питер Блад (англ. Captain Peter Blood, исп. Don Pedro Sangre, фр. Le Sang) — вымышленный пират, главный герой серии книг Рафаэля Сабатини.
Питер Блад — классический образ благородного разбойника, пирата с понятиями о чести и достоинстве.

## Внешность и личность
Рафаэль Сабатини в романе «Одиссея капитана Блада» дает такое описание главного героя:

Внешность Блада заслуживала внимания: он был высок, худощав и смугл, как цыган. Из-под черных бровей смотрели спокойные, но пронизывающие глаза, удивительно синие для такого смуглого лица. И этот взгляд и правильной формы нос гармонировали с твёрдой, решительной складкой его губ. Он одевался во всё чёрное, как и подобало человеку его профессии, но на костюме его лежал отпечаток изящества, говорившего о хорошем вкусе. Все это было характерно скорее для искателя приключений, каким он прежде и был, чем для степенного медика, каким он стал сейчас. Его камзол из тонкого камлота был обшит серебряным позументом, а манжеты рубашки и жабо украшались брабантскими кружевами.
В дальнейшем описания внешности Блада повторяются у Сабатини почти дословно. Это, видимо, связано с тем, что его образ сознательно романтизируется писателем.
Необычная для ирландца внешность и безупречное знание кастильского наречия испанского языка позволяют Бладу успешно выдавать себя за испанца. Испанцам Блад был известен как дон Педро Сангре (буквальный перевод Blood на испанский Sangre — кровь), французам — ле Сан (le Sang — кровь). Герой часто выдумывает себе фамилии, если ситуация требует соблюдать инкогнито, и пользуется испанским вариантом своего личного имени Питер — Педро.
Питер Блад обладает живым умом, изобретательностью и богатым воображением, легко находит выход из сложных ситуаций и почти всегда сохраняет ледяное спокойствие, обладает значительной физической силой и ловкостью, превосходно фехтует. Он весьма склонен к иронии и самоиронии, иногда вставляет в речь латинские выражения и поэтические обороты. Питер Блад никогда не проявляет бессмысленной жестокости, он не чужд состраданию, хотя в определённых ситуациях может быть суровым и непреклонным.
Питер Блад склонен к театральности и рыцарственности. Он всегда принципиально держит своё слово, за что его даже уважают испанцы, помогает дамам, попавшим в беду, и ведёт себя как джентльмен. Находясь под видом португальца в испанских владениях, Блад рассказывал сам о себе: «Мне из личного опыта известно, что этот страшный человек, этот Блад, не чужд понятиям рыцарственности. Он человек чести, хотя и пират. Этот грабитель, этот сатана в облике человека никогда не проявляет бессмысленной жестокости и всегда держит слово».
Блад — католик, однако вспоминает об этом только тогда, когда ситуация требует. Сам герой, отказываясь от идеи захватить в плен католического кардинала, говорил следующее: «Богу, конечно, известно, что я грешник, но я всё-таки надеюсь, что остался сыном истинной церкви».
Питер Блад курит трубку.

## Книжная биография
Питер Блад, сын ирландского врача и уроженки графства Сомерсет, родился в 1653 году. В 20 лет получил степень бакалавра медицины в дублинском колледже. Отец умер через 3 месяца после того, как узнал об этом радостном событии (мать умерла за несколько лет до этого). Питер унаследовал несколько сот фунтов стерлингов. Неутолимая жажда приключений на 11 лет оторвала его от родного очага. Блад служил у голландцев во флоте у знаменитого де Ритёра. Произведен им собственноручно в офицеры. Питер провел треть жизни в Голландии. Потом служил во французской армии. Блад провел 2 года в испанской тюрьме в качестве военнопленного (в повести «Самозванец» автор пишет, что Блад провел два года в тюрьме севильской инквизиции — подобные незначительные противоречия встречаются в текстах Сабатини). За время заключения успел настолько блестяще овладеть испанским языком, что в дальнейшем мог при желании выдать себя за уроженца Кастилии, причём сами испанцы неизменно принимали его в таких случаях за соотечественника. Выйдя из тюрьмы, поступил на службу к французам и в составе французской армии участвовал в боях на территории Голландии, оккупированной испанцами. Устав от приключений, Блад возвращается в Англию и становится практикующим врачом в г. Бриджуотер графства Сомерсет.
Книга начинается с того, что Питер Блад занимается геранью, пока горожане готовятся к сражению на стороне герцога Монмута. Блад не принимает участия в восстании, но его арестовывают за оказание медицинской помощи бунтовщику, раненному в битве при Седжмуре.
19 сентября 1685 года жестокий судья Джордж Джеффрис осуждает его на одном из «кровавых ассизов» на основании статьи закона: «если кто-то, хотя бы и не участвовавший в мятеже против короля, сознательно принимает, укрывает и поддерживает мятежника, то этот человек является таким же предателем, как и тот, кто имел в руках оружие». Блада приговорили к казни через повешение, однако по чисто финансовым причинам король Англии Яков II решает отправить повстанцев в Вест-Индию для продажи в рабство. На острове Барбадос полковник Бишоп по просьбе своей племянницы покупает Блада для работы на сахарных плантациях, но позднее он находит более выгодным использовать его медицинские познания, по которым, как оказалось, он превосходит местных врачей.
Питер Блад знакомится с племянницей своего хозяина Арабеллой Бишоп и влюбляется в неё. Девушка тоже испытывает к нему некоторый интерес, однако их отношения нельзя назвать гармоничными. Питер Блад и Арабелла встречались и разговаривали всего несколько раз, причем однажды Блад нечаянно оскорбил её.
Питер Блад уже давно замышляет побег и с помощью двух других врачей Бриджтауна, которые были не прочь избавиться от него, так как он уменьшал их практику, покупает лодку для побега. Но именно в день побега Блада вызывают к губернатору, страдающему подагрой. Побег откладывается. Когда испанцы нападают на Бриджтаун, Блад с группой каторжников (в том числе бывшим шкипером Джереми Питтом, одноглазым гигантом Эдвардом (Недом) Волверстоном, Натаниэлем (Недом) Хагторпом, а также бывшим старшиной второй статьи Николасом (Недом) Дайком и канониром Недвардом (Недом) Оглом, служившими в Королевском военно-морском флоте) совершает побег, захватывает испанский корабль и становится одним из самых успешных пиратов Карибского моря, внушающих испанцам ужас и ненависть. Бладу удается оказать губернатору Тортуги д’Ожерону услугу — он спасает сына губернатора и его старшую дочь Мадлен от любовника последней, — безжалостного бандита Левасера, заколов того в поединке. Вскоре, в союзе с командой покойного, Блад совершает удачный набег на Маракайбо и, несмотря, на предательство бывшего помощника Левасера — Каузака, возвращается на Тортугу с богатой добычей.
Главными врагами Блада являются его бывший хозяин полковник Бишоп и дон Мигель де Эспиноса-и-Вальдес — брат дона Диего де Эспиноса-и-Вальдес — умершего капитана корабля «Синко Льягас», впоследствии переименованного в «Арабеллу» (по имени возлюбленной Блада).
Во время своих морских путешествий Блад не переставал думать об Арабелле. Он опасался, что девушка будет считать его обыкновенным разбойником и преступником. Его страхи были не напрасны: когда Блад и Арабелла случайно встретились на борту захваченного корсарами испанского корабля, она, ревнуя его к дочке губернатора Тортуги, которую он некогда спас, произнесла фразу, которая очень ранила капитана: «Среди моих знакомых нет воров и пиратов». Расставшись на такой ноте с Арабеллой и вернувшись на Тортугу, Блад несколько месяцев пребывал в апатии и постоянно пил. Эта долговременная депрессия едва не положила конец его карьере флибустьера, но потом Блад заинтересовался предложением, которое ему сделал барон де Ривароль, и поступил на службу к королю Франции.
Де Ривароль организовал грабительский рейд на Картахену, в котором Бладу пришлось поневоле участвовать, хотя он намеревался покончить с пиратством навсегда. Позже де Ривароль сбежал, обманув Блада и не поделившись добычей.
После Славной революции (1688) начинается война между Англией и Францией. Бладу становится известно, что Ривароль собирается напасть на Ямайку (где находится Арабелла). Полковник Бишоп не исполнил свой долг губернатора и покинул остров вместе с эскадрой, надеясь поймать Блада. Тем самым он подверг Порт-Ройял большой опасности. Питер Блад вступил в бой с превосходящими силами барона де Ривароля и одержал победу, хотя и огромной ценой: погибло около трети корсаров, в том числе и Хагторп, а флагманское судно Блада «Арабелла» было потоплено.
В Англии сменился монарх, и политические осужденные были амнистированы, ссылка Блада закончилась. За помощь в спасении английской колонии он был назначен её губернатором. По просьбе Арабеллы Блад решил пощадить полковника Бишопа, которому грозила казнь за оставление колонии в опасности. Сразу же после этого Питер Блад и Арабелла Бишоп признались друг другу в любви. В книге содержится намёк на то, что они всё же поженились.

## Прототипы
Хотя Блад — литературный образ, исторический пласт романа в целом соотнесен с реальными событиями. Восставшие сторонники Монмута действительно были проданы в рабство, как и описывается в книге; а смена политического курса Англии после Славной революции 1688 года была использована как возможность реабилитировать своего героя.
Образ Питера Блада и его история восходят к биографиям нескольких людей: пиратских капитанов Генри Моргана (ум. 1688) и Лоренса де Граффа (ум. 1704), а также ирландского авантюриста Томаса Блада (ум. 1680). Отдельные эпизоды вымышленной биографии Блада, например, рейд на Маракайбо, взяты из биографии французского корсара Франсуа Олоне (ум. 1671).
Согласно Тиму Северину, главным прототипом капитана Блада (а также Робинзона Крузо) является английский хирург Генри Питмен (Henry Pitman). Генри Питмен бежал с каторги на острове Барбадос, на которую попал за участие в восстании Монмута, и в результате кораблекрушения попал на остров Солт-Тортуга. Он прожил на острове три месяца, но, в отличие от литературного героя, так и не примкнул к пиратам, а по возвращении в Англию написал «Повесть о великих страданиях и удивительных приключениях хирурга Генри Питмена» (A relation of the great sufferings and strange adventures of Henry Pitman, chyrurgion to the late Duke of Monmouth, containing an account…), опубликованную в 1689 году.

## Список романов
- Рафаэль Сабатини:
  - «Одиссея капитана Блада» (англ. Captain Blood: His Odyssey) (1922).
  - «Хроника капитана Блада[англ.]» (The Chronicles of Captain Blood) (1931). Оригинальное название — «Возвращение Капитана Блада» (англ. Captain Blood Returns), была переименована в английском издании.
  - «Удачи капитана Блада[англ.]» (англ. The Fortunes of Captain Blood) (1936).

Вторая и третья книги представляют собой не сиквелы, а, скорее, сборники рассказов, относящихся ко времени пиратской карьеры капитана Блада. Действие всех рассказов происходит во время, охваченное в первом романе, хотя Сабатини ошибочно датирует одну из историй 1690-м годом (несмотря на то, что конец пиратства Блада относится к концу 1689 г.).
- Другие авторы:
  - Т. Виноградова — «Дети капитана Блада».
  - Михаил Попов — «Илиада капитана Блада»[2].
  - Олег Дивов — «Мы идем на Кюрасао».

## Список экранизаций
- «Капитан Блад» / Captain Blood — США, (1924; ч/б фильм). В роли капитана Блада — Джордж Уоррен Керриган.
- «Одиссея капитана Блада» — США, (1935). В роли капитана Блада — Эррол Флинн.
- Fortunes of Captain Blood (1950; ч/б фильм) — по рассказам из «Хроник капитана Блада» («Посланец короля») и «Удач капитана Блада» («Бежавшая идальга» и «Пасть дракона»).
- Captain Pirate (1952) — продолжение Fortunes of Captain Blood; по мотивам рассказов из «Хроник капитана Блада» («Грозное возмездие» и «Цена предательства») и «Удач капитана Блада» («Самозванец»). В главной роли — Луис Хейворд (Louis Hayward).
- «Одиссея капитана Блада» — СССР—Франция (1991). В роли капитана Блада — Ив Ламбрешт, в роли Левасера — Леонид Ярмольник.
- Il Figlio del capitano Blood (1962) — по мотивам, в роли сына Питера Блада Шон Флинн.

### Другие адаптации
- Captain Blood: A Swashbuckler Is Born (2005) — документальный фильм о капитане Бладе и Эрроле Флинне.
- Captain Blood. Full Cast Audio production (2006) The Colonial Radio Theatre on the Air. Released by Blackstone Audio.
- Captain Blood: The Legacy, a five-issue sepia-toned comic adaptation of the novel by Matt Shepherd and Mike Shoyket (2009, SLG Comics).
- «Мы идём на Кюрасао» Олега Дивова (2006) представляет собой альтернативный вариант событий, предшествовавших пиратству Питера Блада.

### Игры
- Приключения капитана Блада («Age of Pirates: Captain Blood»), «1С: Морской Волк» (PC, xbox 360).
- Корсары: Город потерянных кораблей, «Акелла» (PC).